# Občina Sveti Jurij v Slovenskih goricah
Občina Sveti Jurij v Slovenskih goricah (slovinsky Občina Sveti Jurij v Slovenskih goricah, německy Gemeinde Sankt Georg in den Windischen Büheln) je jednou z 212 občin ve Slovinsku. Nachází se v Podrávském regionu na území historického Dolního Štýrska. Občinu tvoří 6 sídel, její rozloha je 30,7 km² a k 1. lednu 2017 zde žilo 2 097 obyvatel. Správním střediskem občiny je vesnice Jurovski Dol. Občina vznikla v červnu 2006 vydělením z občiny Lenart.

## Členění občiny
Občina se dělí na sídla:
- Gasteraj
- Jurovski Dol
- Malna
- Varda
- Zgornje Partinje
- Žitence